# The Best Of The Ramones
The Best of The Ramones es un relanzamiento del álbum recopilatorio lanzado en 2002 Best of the Chrysalis Years, pero con un nuevo título, arte de portada, y secuencia de tracks. El álbum fue relanzado el 25 de mayo de 2004 por Disky Records, y se encuentra descatalogado en los Estados Unidos.

## Lista de canciones
1. "Pet Sematary" (Dee Dee Ramone, Daniel Rey) - 3:28
2. "Don't Bust My Chops" (Dee Dee Ramone, Daniel Rey) - 2:30
3. "Ignorance Is Bliss" (Joey Ramone, A. Schernoff) - 2:39
4. "Poison Heart" (Ramones) - 4:05
5. "Anxiety" (Ramones) - 2:06
6. "Take It as It Comes" (Frazier, Ruby Turner, White) - 2:08
7. "Out of Time" (Mick Jagger, Keith Richards) - 2:41
8. "Somebody to Love" (Darby Slick) - 2:33
9. "I Don't Wanna Grow Up" (Tom Waits, Kathleen Brennan) - 2:46
10. "Got A Lot To Say" - (C.J. Ramone)
11. "Sheena Is a Punk Rocker (en vivo)" - (Joey Ramone)
12. "Surfin' Bird (en vivo)" - (Al Frazier/Sonny Harris/Carl White/Turner Wilson)
13. "Cretin Hop (en vivo)" - (The Ramones)
14. "Rockaway Beach (en vivo)" - (Dee Dee Ramone)
15. "I Wanna Be Sedated (en vivo)" - (Joey Ramone)
16. "Rock and Roll Radio (en vivo)" - (Joey Ramone)
17. "Blitzkrieg Bop (en vivo)" - (Tommy Ramone/Dee Dee Ramone)
18. "Teenage Lobotomy (en vivo)" - (The Ramones)